# Mercè Sarrias i Fornés
Mercè Sarrias i Fornés   (Barcelona, 1 d'agost de 1966) és una periodista, dramaturga i guionista catalana.
Llicenciada en Ciències de la informació, especialitat Periodisme, per la Universitat Autònoma de Barcelona (1989), va començar a escriure teatre en aquells anys en els Tallers d'Escriptura de José Sanchis Sinisterra a la Sala Beckett i a practicar sobre de l'escenari a l'Aula de Teatre de la Universitat Autònoma de Barcelona, quan encara estava estudiant Periodisme.
Els diàlegs de les seves obres s'obren pas amb les deficiències discursives amb què s'expressen habitualment les persones, de manera aproximada, fins i tot trivial, i malgrat això, eficaç, en un estil que ha mostrat sempre una gran maduresa i eficàcia dramàtica.
Ha participat en el guió de diverses sèries de televisió, com El joc de viure, Plats bruts, Porca misèria, Ermessenda, El cor de la ciutat, Infidels o Merlí, i en el guió d'una obra teatral adaptada al cinemaː El Cafè de la Marina. Ha escrit diverses obres teatrals, estrenades en teatres com la Sala Beckett, el Teatre Romea, el Teatre Nacional de Catalunya, la Sala Muntaner o la Sala Villarroel de Barcelona, entre d'altres.
Paral·lelament a la seva activitat creativa, ha impartit cursos i seminaris a la Universitat Ramon Llull, l'Institut del Teatre de Barcelona i l'Escola Superior de Cinema i Audiovisuals de Catalunya (ESCAC), entre d'altres. Forma part del col·lectiu Germanes Quintana. També ha col·laborat als diaris Avui i El Observador.

## Obres

### Teatre[6]
- Al tren (1995)
- Desconeguda (1996)
- Àfrica 30 (1997), premi Ignasi Iglésias de teatre[10]
- Un aire absent (1998)
- La dona i el detectiu (2001)
- En defensa dels mosquits albins (2007)
- Informe per a un policia volador (2009)
- L'any que ve serà millor (2011, Premi Max al millor text teatral, SGAE, 2013)
- Quebec-Barcelona (2012)
- Fes-me una perduda (2014)
- Eva i Adela als afores (2017)
- Una butaca al Pol Nord (2023)

### Cinema
- El Cafè de la Marina, adaptació de l'obra teatral de Josep Maria de Sagarra

### Sèries de televisió
- El joc de viure (1997)
- Plats bruts (1999-2002, Premi Ondas)
- El cor de la ciutat (2000-2009)
- Porca misèria (2004-2007, Premi Ondas)
- Infidels (2009-2011)
- Ermessenda (2010)
- 39 + 1 (2014)
- La Riera (2014-2017)
- Merlí (2015-2018)
- Com si fos ahir (2018-2024)

### Llibres
- Cómo montar un espectáculo teatral (2013), amb Miguel Casamayor
- Cómo hacer el guión de televisión que necesitas (2014), amb Miguel Casamayor
- Series que están cambiando nuestras vidas (2015), amb Miguel Casamayor, Carmen Abarca i Jordi Falguera
- L’art de fer riure. Manual per escriure comèdia avui (2019)

## Premis i reconeixements
- Premi MAX al millor text teatral SGAE 2013, per L’any que ve serà millor.
- Premi Ignasi Iglésias i Accèssit del Premi Maria Teresa León per a autores dramàtiques 1996, per África 30.
- Finalista al Festival de Televisió de Montecarlo 2005/ Premi de Ficció a Barcelona Cinema 2005/ Premi GAC a la millor sèrie Dramàtica 2005/ Premi Ondas al Millor Programa de Televisió Local 2006/ Finalista en el Festival de Televisió de Montecarlo 2007. (2002-2005.) per Porca Misèria.
- Premio Geca 1999-2000 y 2001-2002. Premi Ondas al Millor Dramàtic 2002. (1998-2001), per Plats Bruts.